# Адер (Ајова)
Адер (енгл. Adair) град је у америчкој савезној држави Ајова. По попису становништва из 2010. у њему је живело 781 становника.

## Демографија
Према попису становништва из 2010. у граду је живело 781 становника, што је -58 (-6.9%) становника више него 2000. године.
| Група             | 2000.       | 2010.       |
| Белци             | 823 (98,1%) | 763 (97,7%) |
| Афроамериканци    | 0 (0,0%)    | 0 (0,0%)    |
| Азијати           | 3 (0,4%)    | 4 (0,5%)    |
| Хиспаноамериканци | 10 (1,2%)   | 10 (1,3%)   |
| Укупно            | 839         | 781         |